# Scinque nain du Nord
Espèce
Statut de conservation UICN

 CR B1ab(i,ii,iii,v)+2ab(i,ii,iii,v) : 
En danger critique
Le Scinque nain du Nord ou Nannoscincus exos est une espèce de sauriens de la famille des Scincidae, endémique de Nouvelle-Calédonie. C'est une espèce en danger critique d'extinction depuis 2010.

## Répartition
Cette espèce est endémique de la Province Nord en Nouvelle-Calédonie. Elle se rencontre entre 100 et 800 m d'altitude. Elle n'est connue que sur deux sites du massif du Tnâno, près de Hienghène dans les chaînes nord-est de Grande Terre.  Sa zone d'occupation est estimée à 2 km2.

## Statut
Le Scinque nain du Nord  est sur la liste des espèces en danger critique d'extinction depuis 2010 parce qu'elle a une répartition très restreinte, qu'elle est connue à deux endroits, que son habitat est très fragmenté et qu'il y a un risque très élevé de feux de forêt et d'espèces envahissantes dans toute son aire de répartition. La plus grande menace pour cette espèce provient des fortes densités de fourmis introduites Wasmannia auropunctata dans les forêts fermées de basse et moyenne altitude, car on sait qu'elle décime les populations de lézards. Il existe également un risque de dégradation de son habitat causée par les cerfs et les porcs.

## Publication originale
- Bauer & Sadlier, 2000 : The herpetofauna of New Caledonia. Contributions to Herpetology, vol. 17, p. 1-310.